# Chrysopa regalis
Chrysopa regalis är en insektsart som beskrevs av Navás 1915. Chrysopa regalis ingår i släktet Chrysopa och familjen guldögonsländor. Inga underarter finns listade i Catalogue of Life.